# Collis Potter Huntington
Collis Potter Huntington (Harwinton, Litchfield megye, 1821. október 22. – New York, 1900. augusztus 13.) amerikai vasúti vezető volt, aki az első transzkontinentális vasútvonal legnyugatibb szakaszát megépítő Central Pacific Railroad egyik alapítója volt, és partnereivel együtt átvette a Southern Pacific Railroad irányítását.

## Élete

### Az első amerikai transzkontinentális vasút megépítése
Az 1850-es évek végén Huntington és Hopkins két másik sikeres üzletemberrel, Leland Stanforddal és Charles Crockerrel összefogott, hogy megvalósítsák egy olyan vasútvonal létrehozásának ötletét, amely összekötné Amerika keleti és nyugati részét. 1861-ben ez a négy üzletember (akiket néha a Nagy Négyek néven emlegetnek) egyesítette erőforrásait és üzleti érzékét, és megalapították a Central Pacific Railroad társaságot, hogy létrehozzák Amerika első transzkontinentális vasútvonalának nyugati láncszemét. A négy közül Huntington volt a legkönyörtelenebb a vasút üzletének folytatásában; ő szorította ki társát, Stanfordot.
Huntington Washingtonban tárgyalt Grenville Dodge-dzsal, aki keletről felügyelte a vasútépítést, arról, hogy hol találkozzanak a vasutak. Megállapodásukat 1869 áprilisában fejezték be, és úgy döntöttek, hogy a Utah állambeli Promontory Summitnál találkoznak. 1869. május 10-én Promontorynál a Central Pacific Railroad vágányai egyesültek a Union Pacific Railroad vágányaival, és Amerikának transzkontinentális vasútja lett. Az egyesülést az aranyszeg beverésével ünnepelték, amelyet erre az alkalomra David Hewes San Francisco-i bankár és kereskedő ajándékozott a CPRR-nek.

### Southern Pacific Railroad

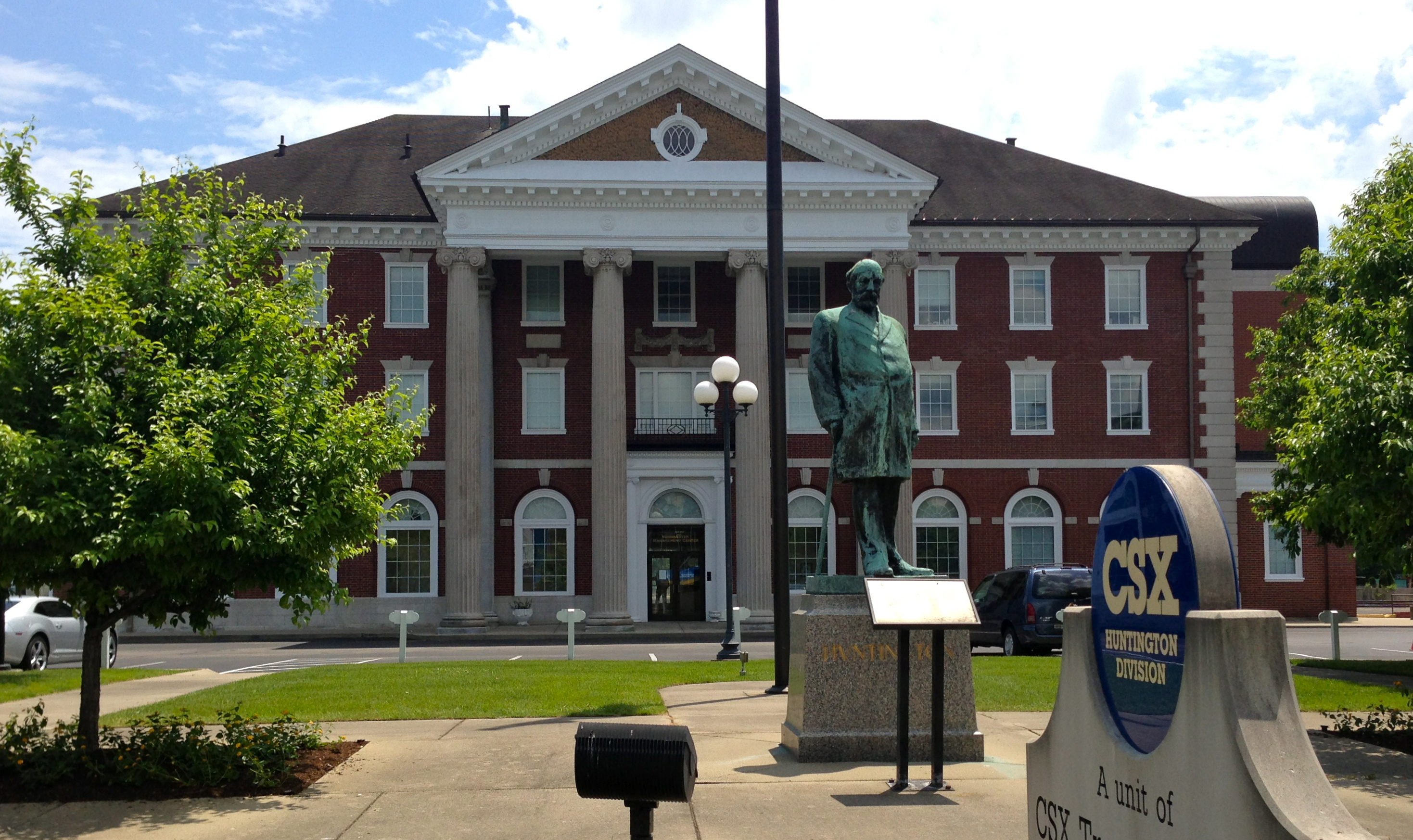
A CSX (a korábbi C&O Railway) Huntington Divíziójának központja, az előtérben Gutzon Borglum Collis P. Huntington szobrával

1865-től kezdődően Huntington részt vett a Southern Pacific Railroad megalapításában is a Central Pacific Railroad négy nagy megbízójával. A vasút első mozdonyát, a C. P. Huntingtont (a CPR-től átvett mozdonyt) az ő tiszteletére nevezték el. A New Orleansból délnyugat felé és Kaliforniába vezető vasútvonalakkal a Southern Pacific több mint 9000 mérföldes pályaszakaszra bővült. Emellett 5000 mérföldnyi összekötő gőzhajóvonalat is ellenőrzött. A Southern Pacific Railroad segítségével Huntington arra törekedett, hogy megakadályozza, hogy a San Pedro-i kikötő a szabadkikötői harcban Los Angeles fő kikötőjévé váljon.